# Faucons FC
Der Faucons FC ist ein gabunischer Fußballklub mit Sitz in der Hauptstadt des Landes Libreville innerhalb der Provinz Estuaire.

## Geschichte
Der Klub wurde im Jahr 1993 als Sogéa FC gegründet. In der Saison 2002 schaffte die Mannschaft den Aufstieg in das Championnat National D1. In der Folgesaison platzierte man sich mit 19 Punkten auf dem elften Platz und verhinderte den Abstieg. Der Verein nahm in dieser Saison erstmals am nationalen Pokal teil. Die in zwei Gruppen geteilte Saison 2005 schloss man mit 22 Punkten auf dem  zweiten Platz der Gruppe ab und qualifizierte sich damit erstmals für die Play-offs um die Meisterschaft, welche man mit 13 Punkten auf dem dritten Platz abschloss. International nahm man am CAF Confederation Cup 2006 teil und schaffte es bis in die erste Hauptrunde.
Danach konnte man sich zwar immer im Mittelfeld halten, es gelang jedoch keine vordere Platzierung mehr. Zur Saison 2013/14 nahm der Klub seinen jetzigen Namen Faucons FC an. In derselben Spielzeit musste der Klub mit 18 Punkten über den 13. Platz erstmals absteigen. In der darauffolgenden Saison musste die Mannschaft aus dem zweitklassigen Championnat National D2 als letzter des Poule B, mit sieben Punkten absteigen. Bis heute ist der Klub in keiner der höheren Spielklassen oder dem Pokal vertreten.